# Sachsenburg (Kärnten)

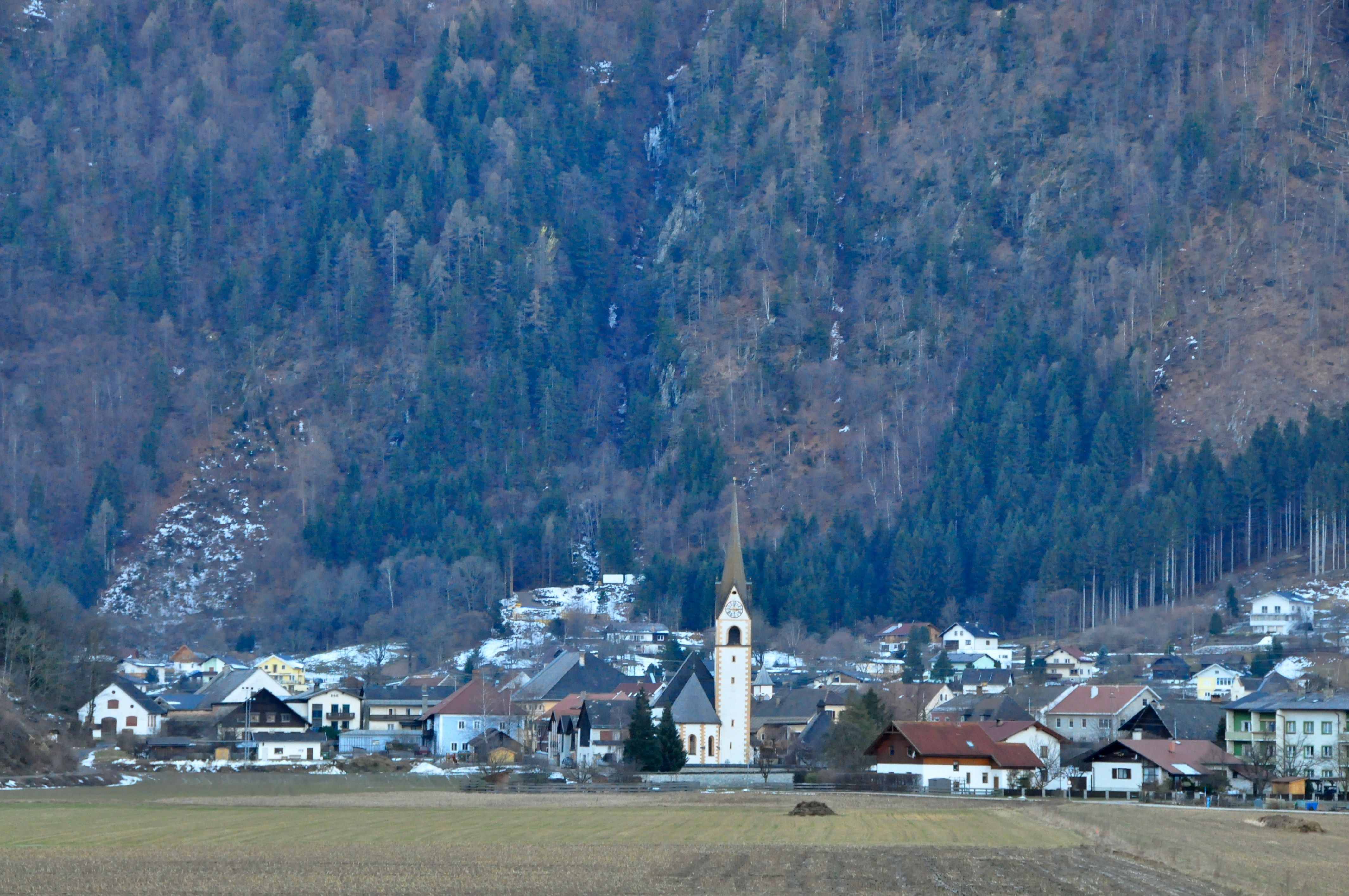
Ortsansicht von Osten

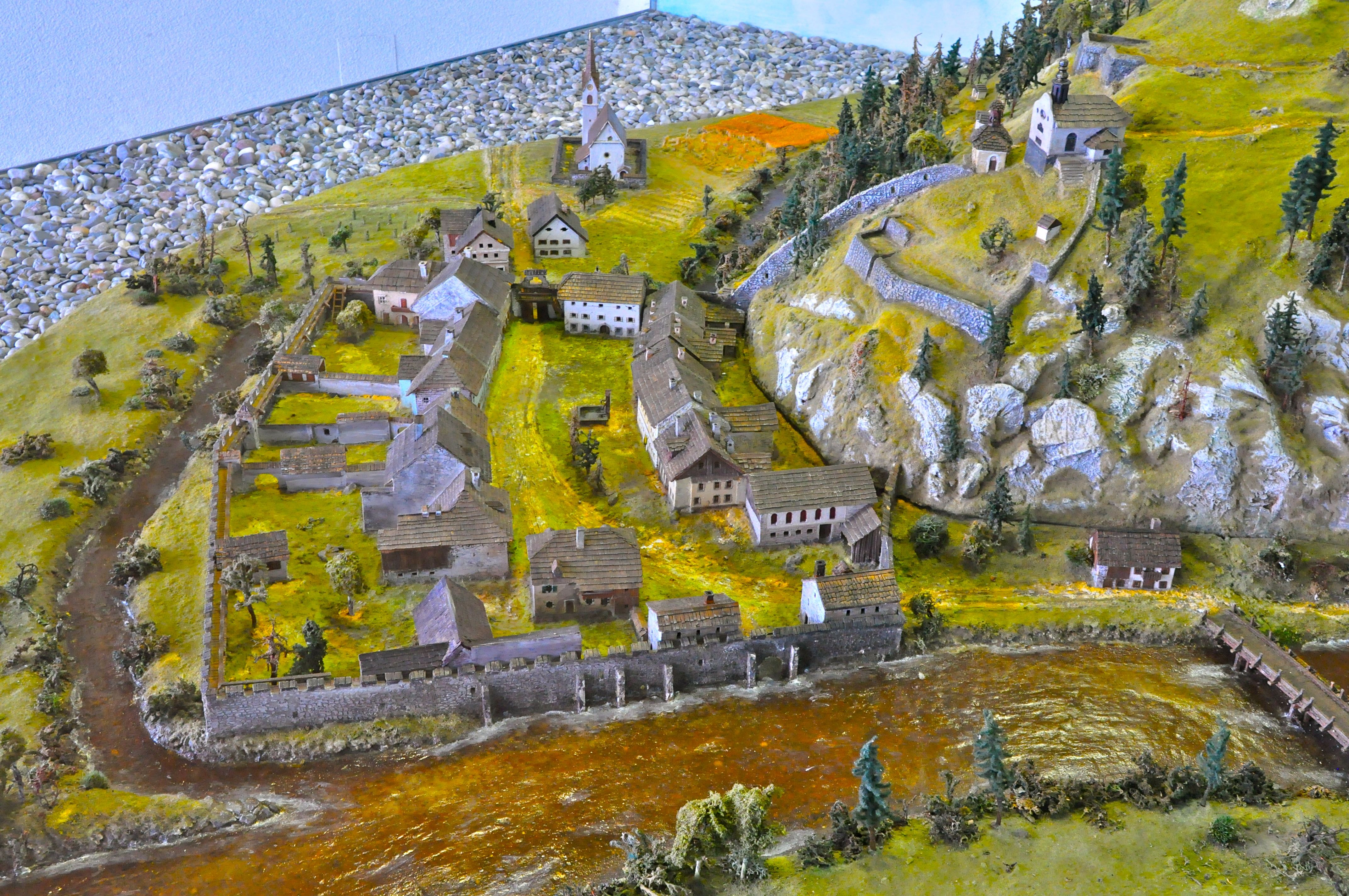
Modell des Marktes, wie er sich 1730 präsentierte

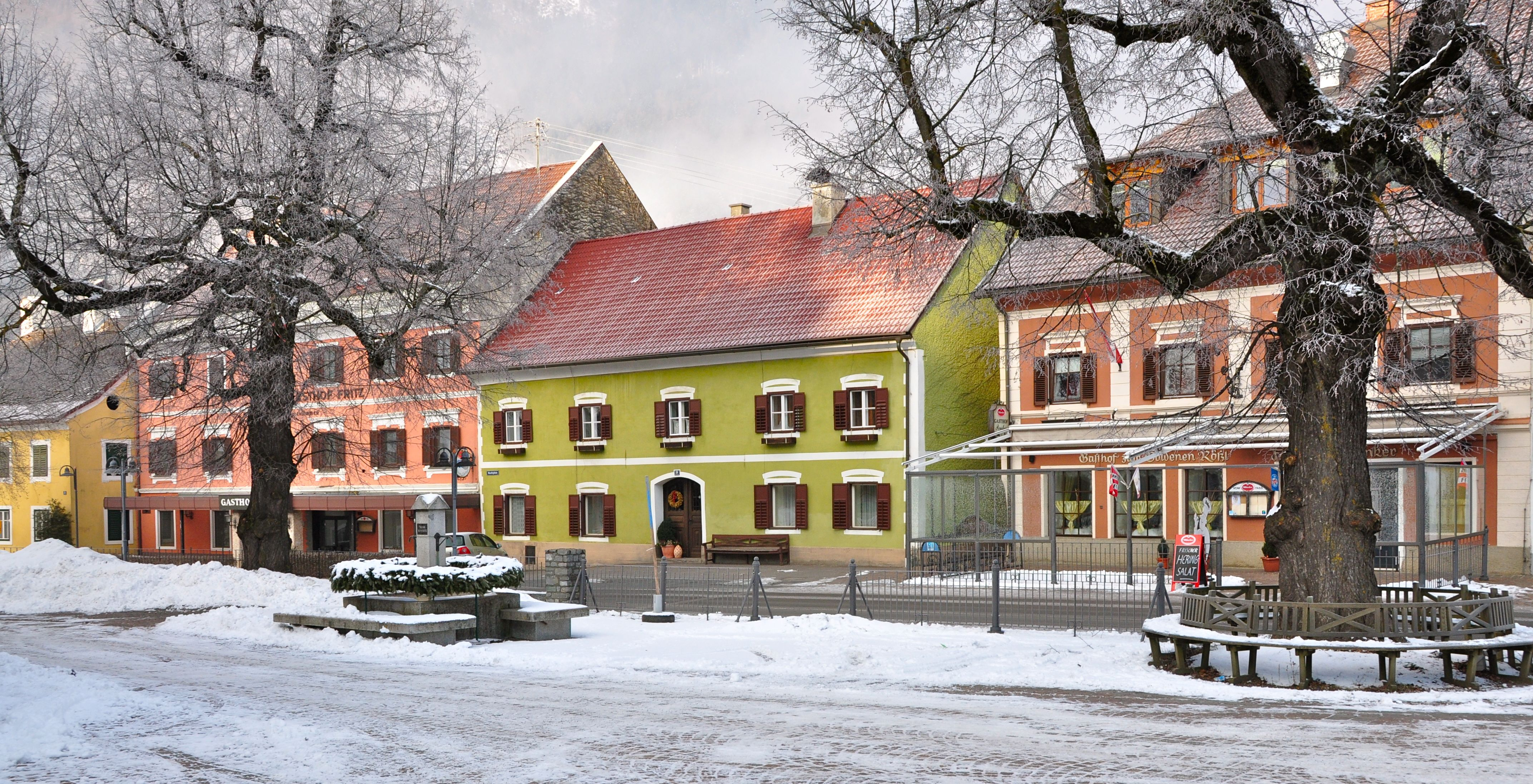
Marktplatz heutzutage

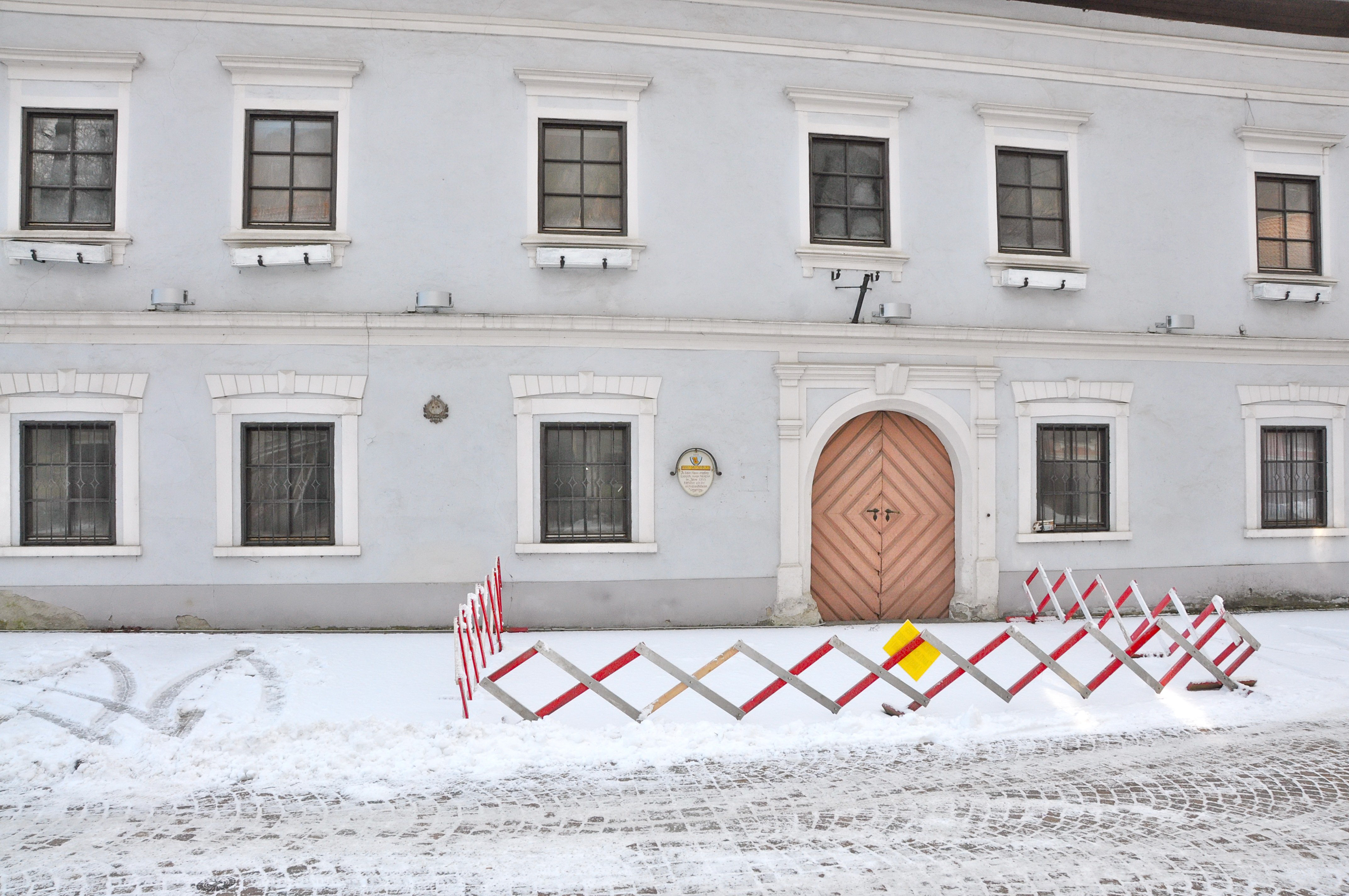
Marktplatz 7: In diesem Hause empfing Kaiserin Maria Theresia im Jahre 1765 Bittsteller

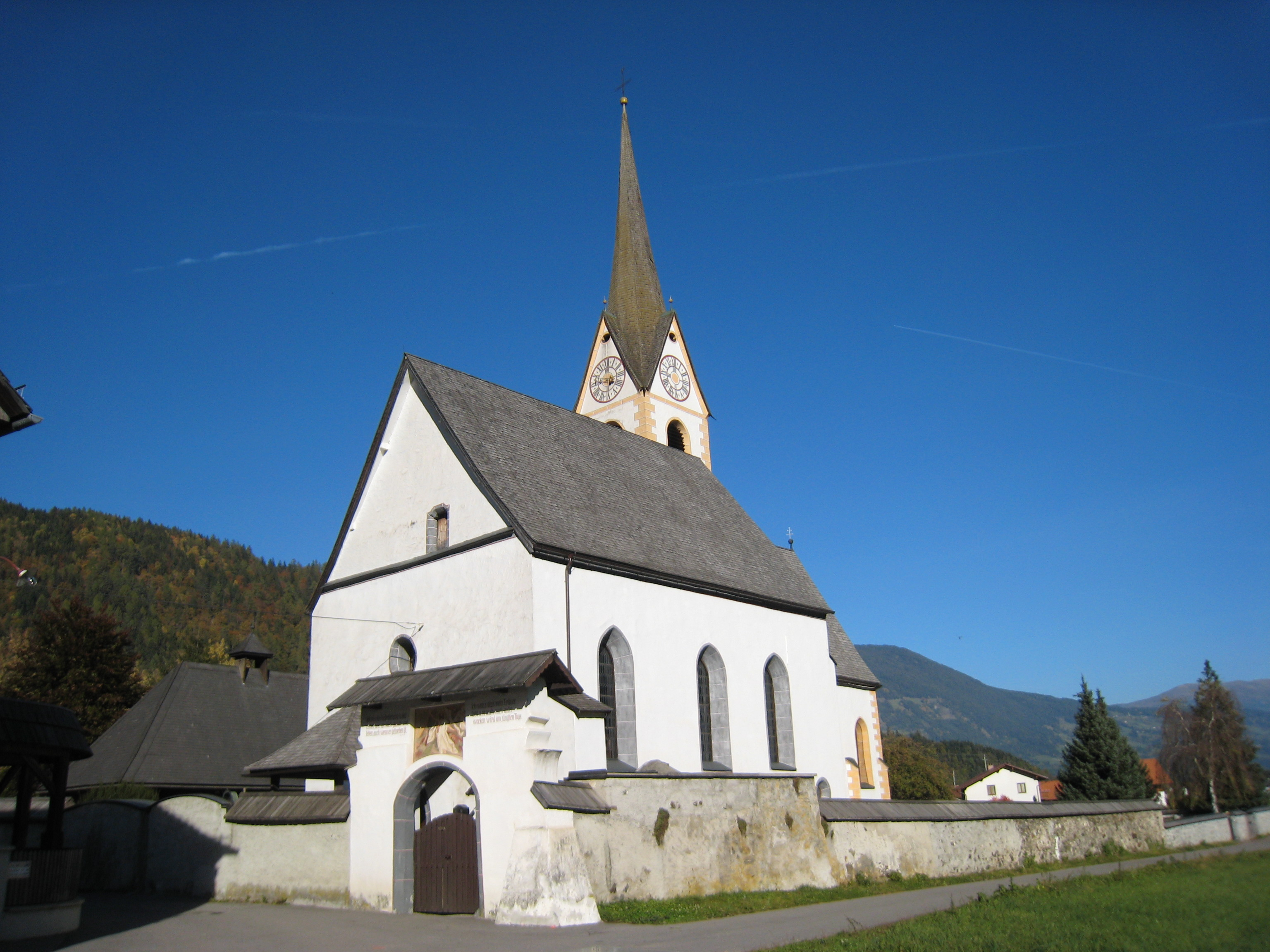
Pfarrkirche in Sachsenburg

Sachsenburg ist eine Marktgemeinde mit 1334 Einwohnern (Stand 1. Jänner 2024) im Bezirk Spittal an der Drau in Kärnten.

## Geographie
Die Gemeinde liegt am Ausgang des oberen Drautals aufs Lurnfeld. Nordwestlich von Sachsenburg befindet sich die Kreuzeckgruppe und südöstlich das Goldeck.

### Gemeindegliederung
Die Gemeinde Sachsenburg mit den zwei Katastralgemeinden Sachsenburg und Obergottesfeld besteht aus fünf Ortschaften (in Klammern Einwohnerzahl Stand 1. Jänner 2024):
- Feistritz (47)
- Lanzewitzen (3)
- Nigglai (7)
- Obergottesfeld (202)
- Sachsenburg (1075)

### Nachbargemeinden
| Reißeck   | Mühldorf                                    | Lurnfeld      |
|           | Kompassrose, die auf Nachbargemeinden zeigt | Baldramsdorf  |
| Steinfeld |                                             | Kleblach-Lind |

## Geschichte
Das Gebiet um Sachsenburg war schon zur römischen Zeit strategisch wichtig. Um 1200 wurden am Festungsberg zwei Burgen errichtet. Die erste urkundliche Erwähnung stammt aus dem Jahr 1213. Eine mögliche Deutung für den Ortsnamen beruht darauf, Sachsen- auf Sache im Sinne von Rechtssache zurückzuführen, sodass Sachsenburg die Burg, an der das Gericht sitzt bedeuten könnte. Eine erste Ansiedlung von Händlern und Gewerbeleuten entstand vermutlich im frühen 13. Jahrhundert an der Gabelung von Drau- und Mölltal. Für 1292 ist hier der Sitz eines salzburgisch-erzbischöflichen Amtes nachgewiesen und ab 1326 wird Sachsenburg als Markt bezeichnet, der 1358 auch schon ummauert war.
Im Haus am Marktplatz Nummer 7 empfing Kaiserin Maria Theresia im Jahre 1765 Bittsteller aus der reichsunmittelbaren Umgebung.
Im März 1848 riefen Josef Klaus und Gottlieb Supersperg mit der Parole „Freiheit, Gleichheit, Brüderlichkeit“ im Zuge der Märzrevolution die Republik Sachsenburg aus. Nach einem Monat setzte eine Kompanie Soldaten der Republik Sachsenburg ein Ende. Während dieser Zeit wurden Postkutschen an der Durchfahrt gehindert und die Bürger von Sachsenburg verweigerten die Steuerzahlungen.
1850 konstituierte sich die Marktgemeinde Sachsenburg, der vorübergehend von 1865 bis 1889 auch die Ortsgemeinde Pusarnitz angeschlossen war. Bei der Gemeindereform 1973 wurden Pusarnitz, Möllbrücke und ein Großteil des Gemeindegebiets von Sachsenburg zur neuen Marktgemeinde Lurnfeld vereinigt. Nach einer Volksbefragung im Jahr 1992 verselbständigte sich Sachsenburg jedoch wieder.

## Bevölkerung
Zum Zeitpunkt der Volkszählung 2001 hatte Sachsenburg 1.438 Einwohner, davon waren 92,1 % österreichische, 2,9 % türkische und 1,8 % bosnische Staatsbürger. 83,1 % der Bevölkerung bekannten sich zur römisch-katholischen und 8,5 % zur evangelischen Kirche, 5,9 % zum Islam. 1,2 % waren ohne religiöses Bekenntnis.
| Sachsenburg: Einwohnerzahlen von 1869 bis 2024      | Sachsenburg: Einwohnerzahlen von 1869 bis 2024 | Sachsenburg: Einwohnerzahlen von 1869 bis 2024 | Sachsenburg: Einwohnerzahlen von 1869 bis 2024 | Sachsenburg: Einwohnerzahlen von 1869 bis 2024 |
| --------------------------------------------------- | ---------------------------------------------- | ---------------------------------------------- | ---------------------------------------------- | ---------------------------------------------- |
| Jahr                                                |                                                |                                                |                                                | Einwohner                                      |
| 1869                                                | 1869                                           |                                                | 794                                            | 794                                            |
| 1880                                                | 1880                                           |                                                | 786                                            | 786                                            |
| 1890                                                | 1890                                           |                                                | 669                                            | 669                                            |
| 1900                                                | 1900                                           |                                                | 696                                            | 696                                            |
| 1910                                                | 1910                                           |                                                | 803                                            | 803                                            |
| 1923                                                | 1923                                           |                                                | 777                                            | 777                                            |
| 1934                                                | 1934                                           |                                                | 832                                            | 832                                            |
| 1939                                                | 1939                                           |                                                | 824                                            | 824                                            |
| 1951                                                | 1951                                           |                                                | 1.144                                          | 1.144                                          |
| 1961                                                | 1961                                           |                                                | 1.255                                          | 1.255                                          |
| 1971                                                | 1971                                           |                                                | 1.400                                          | 1.400                                          |
| 1981                                                | 1981                                           |                                                | 1.401                                          | 1.401                                          |
| 1991                                                | 1991                                           |                                                | 1.347                                          | 1.347                                          |
| 2001                                                | 2001                                           |                                                | 1.438                                          | 1.438                                          |
| 2011                                                | 2011                                           |                                                | 1.322                                          | 1.322                                          |
| 2021                                                | 2021                                           |                                                | 1.352                                          | 1.352                                          |
| 2024                                                | 2024                                           |                                                | 1.334                                          | 1.334                                          |
| Quelle(n): Statistik Austria, Gebietsstand 1.1.2021 |                                                |                                                |                                                |                                                |

## Kultur und Sehenswürdigkeiten
- Befestigungsanlage Sachsenburg
- Pfarrkirche hl. Magaretha in Sachsenburg
- Kalvarienberg Sachsenburg mit Heiliggrabkapelle
- Filialkirche hl. Ruprecht in Obergottesfeld

## Wirtschaft und Infrastruktur

### Wirtschaftssektoren
Die folgende Tabelle zeigt die Entwicklung der Betriebsanzahl und der Beschäftigten in den Wirtschaftssektoren:
| Wirtschaftssektor            | Anzahl Betriebe | Anzahl Betriebe | Anzahl Betriebe | Erwerbstätige | Erwerbstätige | Erwerbstätige |
| Wirtschaftssektor            | 2021            | 2011            | 2001            | 2021          | 2011          | 2001          |
| ---------------------------- | --------------- | --------------- | --------------- | ------------- | ------------- | ------------- |
| Land- und Forstwirtschaft 1) | 14              | 41              | 46              | 17            | 28            | 19            |
| Produktion                   | 14              | 14              | 9               | 557           | 346           | 165           |
| Dienstleistung               | 59              | 43              | 33              | 237           | 154           | 98            |

1) Betriebe mit Fläche in den Jahren 2010 und 1999, Arbeitsstätten im Jahr 2021

### Verkehr
- Eisenbahn: Sachsenburg liegt an der Drautalbahn mit stündlicher Schnellbahnverbindung nach Lienz und Spittal an der Drau.[8] Der Bahnhof Möllbrücke Sachsenburg liegt außerhalb des Gemeindegebietes.
- Straße: Die wichtigste Straßenverbindung ist die Drautal Straße B100. Sie verläuft von Villach über Spittal nach Lienz und weiter nach Italien.
- Rad: Durch Sachsenburg führt der Drauradweg.

## Politik

### Gemeinderat
Der Gemeinderat von Sachsenburg hat 15 Mitglieder.
- Mit der Gemeinderatswahl 2015 hatte er folgende Zusammensetzung: 7 Aktionsgemeinschaft Marktgemeinde Sachsenburg (AG), 5 SPÖ, 3 ÖVP[9]
- Seit der Gemeinderatswahl 2021 hatte er folgende Zusammensetzung: 8 Aktionsgemeinschaft Marktgemeinde Sachsenburg (AG), 5 SPÖ, 2 ÖVP[10]

Die Aktionsgemeinschaft Markt Sachsenburg (AG) ist eine Namensliste. Direkt gewählter Bürgermeister ist Wilfried Pichler (AG).

### Wappen
Die Führung eines Siegels ist ab Mitte des 16. Jahrhunderts erschlossen und auf einem Schriftstück vom 17. April 1742 nachgewiesen. Es zeigt eine Saxe oder Multer, ein längliches Holzgerät, das zum Goldwaschen verwendet wurde, was auf die im Mittelalter in Oberkärnten (hier speziell im Siflitzgraben) gängige Goldwäscherei und den möglicherweise daraus abgeleiteten Ortsnamen anspielt.
In einer ersten Wappen- und Fahnenverleihungsurkunde 1973 waren auch durch die Saxe getrennte Mineralien eingezeichnet und blasoniert, was bei der Neuverleihung nach der Wiederverselbständigung der Gemeinde wegfiel. Die Blasonierung des Wappens in der Verleihungsurkunde vom 3. Oktober 1995 lautet: „In Blau schrägrechts eine goldene Saxe.“ Die Fahne ist Blau-Gelb mit eingearbeitetem Wappen.

### Gemeindepartnerschaften
- Spilimbergo, Italien
- Sachsenburg in Sachsen, Deutschland

## Persönlichkeiten

### Söhne und Töchter der Gemeinde
- Michael von Kuenburg (1514–1560), Erzbischof von Salzburg
- Carl Pichler (1821–1893), Opernsänger
- Raimund Pierl (1846–1923), Oberbaurat und Politiker
- Anton Supersperg (1883–1970), Politiker (VdU)

### Mit der Gemeinde verbundene Persönlichkeiten
- Anton Supersberg (1847–1921), Gutsbesitzer und Politiker
- Nikolaus Teichert (* 1958), Pokerspieler